# 小米阿斯索沃湖

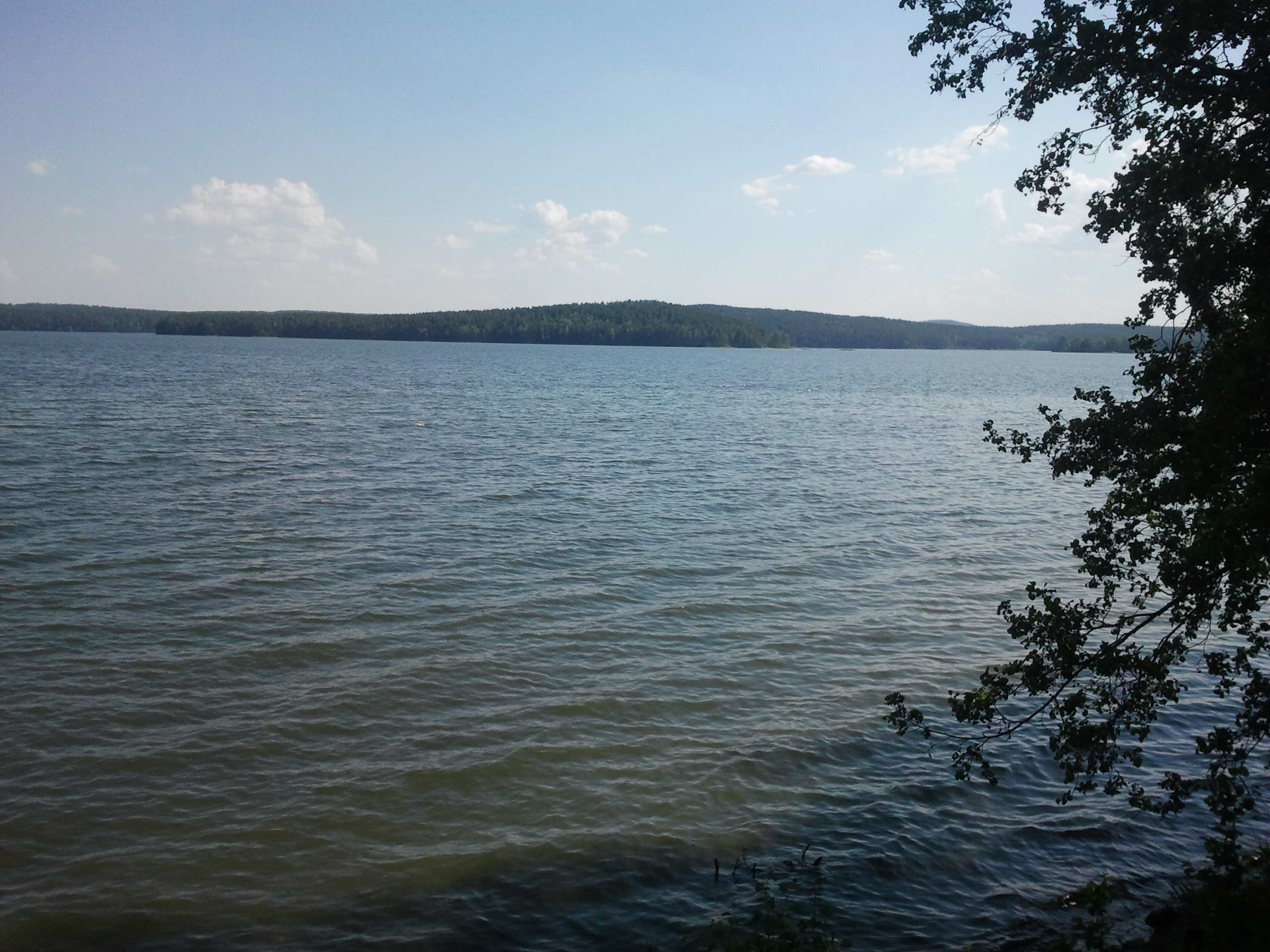

55°10′4″N 60°21′8″E / 55.16778°N 60.35222°E
小米阿斯索沃湖（俄语：Малое Миассово），是俄羅斯的湖泊，位於該國西南部車里雅賓斯克州，長6.6公里、寬3.4公里，面積12平方公里，海拔高度290米，集水區面積300平方公里，最大水深7.7米。